# Adoretosoma bruschii
Adoretosoma bruschii är en skalbaggsart som beskrevs av Guido Sabatinelli 1997. Adoretosoma bruschii ingår i släktet Adoretosoma och familjen Rutelidae. Inga underarter finns listade i Catalogue of Life.